# Phallaria ophiusaria
Phallaria ophiusaria är en fjärilsart som beskrevs av Achille Guenée 1857. Phallaria ophiusaria ingår i släktet Phallaria och familjen mätare. Inga underarter finns listade i Catalogue of Life.